# کوکویو-ترویساگو
کوکویو-ترویساگو (به ایتالیایی: Cocquio-Trevisago) یک کومونه در ایتالیا است که در استان وارزه واقع شده‌است.

## خصوصیات
کوکویو-ترویساگو ۹٫۶ کیلومترمربع مساحت و ۴٬۷۰۱ نفر جمعیت دارد.